# Oľšavce
Oľšavce este o comună slovacă, aflată în districtul Bardejov din regiunea Prešov. Localitatea se află la altitudinea de 240 m deasupra n.m., se întinde pe o suprafață de 5,06 km2 și în 2017 număra 179 de locuitori. Se învecinează cu comuna Kochanovce.

## Istoric
Localitatea Oľšavce este atestată documentar din 1383.

## Demografie
| An:                | 1994 | 2004   | 2014   | 2024    |
| ------------------ | ---- | ------ | ------ | ------- |
| Număr de persoane: | 171  | 166    | 181    | 159     |
| Diferență:         |      | −2,92% | +9,03% | −12,15% |

| An:                | 2023 | 2024   |
| ------------------ | ---- | ------ |
| Număr de persoane: | 158  | 159    |
| Diferență:         |      | +0,63% |